# لوک چمبرز (بازیکن فوتبال، زاده ۲۰۰۴)
لوک چمبرز (به انگلیسی: Luke Chambers) (متولد ۲۴ ژوئن ۲۰۰۴) یک فوتبالیست حرفه‌ای انگلیسی است که به عنوان مدافع چپ برای باشگاه لیگ یکی ویگان اتلتیک به صورت قرضی از باشگاه لیگ برتری لیورپول بازی می‌کند. او بخشی از تیم ملی فوتبال زیر ۱۹ سال انگلستان بود که در سال ۲۰۲۲ قهرمان جام ملت‌های زیر ۱۹ سال اروپا شد.

## عملکرد باشگاهی

### لیورپول
چمبرز از چورلی، لانکاشر، در شش سالگی به آکادمی لیورپول پیوست. پس از گذراندن دوره‌های مختلف در تیم‌های رده سنی مختلف، در سن ۱۸ سالگی به همراه تیم اصلی لیورپول به تور پیش‌فصل آسیا سفر کرد و در دو بازی مقابل منچستر یونایتد و کریستال پالاس حضور داشت. در ژوئیه ۲۰۲۲، او قرارداد حرفه‌ای با لیورپول امضا کرد. در طول فصل ۲۳–۲۰۲۲، چمبرز فرصت حضور را در تیم اصلی برای مسابقات لیگ برتر پیدا کرد و در فهرست بازیکنان تعویضی روز مسابقه قرار گرفت.

در سپتامبر ۲۰۲۲، پپین لیندرز، دستیار سرمربی تیم اول لیورپول، از چمبرز به همراه بابی کلارک و استفان بایچتیچ، به عنوان بازیکنان «برجسته» تیم جوانان لیورپول نام برد. او همچنین کوستاس سیمیکاس، مدافع چپ تیم اول لیورپول را تحت تأثیر قرار داد. سیمیکاس گفت: «این پسر (چمبرز) خیلی من را تحت تأثیر قرار می‌دهد. او بازیکن خیلی خیلی خوبی است و همیشه در تمرینات بسیار متمرکز است. توصیه شخصی من به او این است که هرگز از رویاپردازی و سخت‌کوشی دست نکشد، زیرا در فوتبال این مهمترین چیز است. من واقعاً مطمئنم که آینده برای او روشن است.»

#### انتقال قرضی به کیلمارنوک
در ۳۰ ژانویه ۲۰۲۳، چمبرز به صورت قرضی تا پایان فصل به باشگاه کیلمارنوک در لیگ برتر اسکاتلند پیوست. در ۱ فوریه، او اولین بازی خود را برای تیم بزرگسالان مقابل داندی یونایتد انجام داد و تک گل این بازی با پاس گل او به ثمر رسید. پس از آن، سرمربی تیم، درک مک‌اینس، تمجیدش کرد و عملکردش را «شروعی عالی» خواند و افزود که چمبرز «اولین بازی خود را برای تیم بزرگسالان در ۱۸ سالگی انجام می‌داد، استرس زیادی وجود داشت، اما عملکردش بسیار پخته بود». چمبرز فرصت حضور در ترکیب تیم زیر ۲۰ سال انگلیس برای جام جهانی فوتبال زیر ۲۰ سال ۲۰۲۳ را رد کرد تا فصل را با کیلمارنوک به پایان برساند، چراکه این مسابقات در ۲۰ مه ۲۰۲۳ آغاز شد، زمانی که کیلمارناک از خطر سقوط در امان نبود.

#### بازگشت به لیورپول
در ۲۷ سپتامبر ۲۰۲۳، چمبرز اولین بازی خود را برای تیم بزرگسالان لیورپول انجام داد و به عنوان بازیکن تعویضی در پیروزی ۳–۱ مقابل لستر سیتی از رقابت‌های جام اتحادیه در آنفیلد به میدان رفت.
< پیروزی ۵–۱ مقابل تولوز در لیگ اروپا به تاریخ ۲۶ اکتبر ۲۰۲۳، اولین رقابتی بود که او در ترکیب اصلی قرمزها حضور داشت.

#### انتقال قرضی به ویگان اتلتیک
در ۱۲ ژانویه ۲۰۲۴، چمبرز به صورت قرضی تا پایان فصل به باشگاه ویگان اتلتیک در سطح لیگ یک فوتبال انگلستان پیوست.. او اولین گل خود در لیگ برتر را در مقابل پورتسموث در ۲۰ آوریل ۲۰۲۴ به ثمر رساند. پس از شرکت در ترکیب پیش‌فصل لیورپول، در ۶ اوت ۲۰۲۴ با قراردادی قرضی به مدت یک فصل کامل به ویگان بازگشت.

## عملکرد ملی
چمبرز عضوی از تیم قهرمان جام ملت‌های اروپا در رده زیر ۱۹ سال بود که با میزبانی اسلواکی برگزار شد. در فینال این رقابت‌ها که با قهرمانی انگلیس در وقت اضافه پایان یافت، چمبرز به عنوان بازیکن تعویضی در نیمه دوم به بازی گرفته شد. [15][16] در سپتامبر ۲۰۲۲ و مقابل تیم زیر ۱۹ سال مونته‌نگرو، او اولین گلش را برای تیم زیر ۱۹ سال انگلیس به ثمر رساند.. در اکتبر ۲۰۲۳، او برای دو مسابقه مقابل تیم‌های زیر ۲۰ سال پرتغال و رومانی به تیم زیر ۲۰ سال انگلیس دعوت شد.
در جریان شکست ۳–۰ مقابل ایتالیا در ورزشگاه اکو-پاور به تاریخ ۱۶ نوامبر ۲۰۲۳، چمبرز اولین بازی خود را برای تیم زیر ۲۰ سال انگلیس انجام داد.

## آمار عملکرد

### باشگاهی
تا تاریخ ۵ اکتبر ۲۰۲۴
| باشگاه              | فصل          | لیگ                      | لیگ      | لیگ    | جام کشوری | جام کشوری | جام لیگ  | جام لیگ | اروپا    | اروپا  | سایر     | سایر   | مجموع    | مجموع  |
| باشگاه              | فصل          | دسته                     | بازی(ها) | گل(ها) | بازی(ها)  | گل(ها)    | بازی(ها) | گل(ها)  | بازی(ها) | گل(ها) | بازی(ها) | گل(ها) | بازی(ها) | گل(ها) |
| ------------------- | ------------ | ------------------------ | -------- | ------ | --------- | --------- | -------- | ------- | -------- | ------ | -------- | ------ | -------- | ------ |
| لیورپول زیر ۲۱ سال  | ۲۲–۲۰۲۱      | —                        | —        | —      | —         | —         | —        | —       | —        | —      | 1        | ۰      | ۱        | ۰      |
| لیورپول زیر ۲۱ سال  | ۲۳–۲۰۲۲      | —                        | —        | —      | —         | —         | —        | —       | —        | —      | 2        | ۰      | ۲        | ۰      |
| لیورپول زیر ۲۱ سال  | ۲۴–۲۰۲۳      | —                        | —        | —      | —         | —         | —        | —       | —        | —      | 1        | ۰      | ۱        | ۰      |
| لیورپول زیر ۲۱ سال  | مجموع        | مجموع                    | ۰        | ۰      | ۰         | ۰         | ۰        | ۰       | ۰        | ۰      | ۴        | ۰      | ۴        | ۰      |
| کیلمارنوک (قرضی)    | کیلمارنوک    | پرمیرشیپ اسکاتلند        | ۱۴       | ۰      | ۲         | ۰         | ۰        | ۰       | —        | —      | ۰        | ۰      | ۱۶       | ۰      |
| لیورپول             | ۲۴–۲۰۲۳      | لیگ برتر فوتبال انگلستان | ۰        | ۰      | ۰         | ۰         | ۱        | ۰       | 3        | ۰      | —        | —      | ۴        | ۰      |
| ویگان اتلتیک (قرضی) | ۲۴–۲۰۲۳      | لیگ یک                   | ۱۸       | ۱      | ۰         | ۰         | ۰        | ۰       | —        | —      | ۰        | ۰      | ۱۸       | ۱      |
| ویگان اتلتیک (قرضی) | ۲۵–۲۰۲۴      | لیگ یک                   | ۱۰       | ۱      | ۰         | ۰         | ۱        | ۰       | —        | —      | ۰        | ۰      | ۱۱       | ۱      |
| ویگان اتلتیک (قرضی) | مجموع        | مجموع                    | ۲۸       | ۲      | ۰         | ۰         | ۱        | ۰       | ۰        | ۰      | ۰        | ۰      | ۲۹       | ۲      |
| مجموع عملکرد        | مجموع عملکرد | مجموع عملکرد             | ۴۲       | ۲      | ۲         | ۰         | ۲        | ۰       | ۳        | ۰      | ۴        | ۰      | ۵۳       | ۲      |

یادداشت‌ها
1. 1 2 3  بازی(ها) در جام اتحادیه لیگ فوتبال انگلستان
2. ↑  بازی(ها) در لیگ اروپا

## افتخارات
انگلستان زیر ۱۹ سال
- جام ملت‌های اروپا زیر ۱۹ سال: اسلواکی ۲۰۲۲[۱۵]